# Émile Boutmy
Pour les articles homonymes, voir Boutmy.
Émile Boutmy, né le 13 avril 1835 à Paris où il est mort le 25 janvier 1906, est un écrivain et politologue français.
Associé à la constitution de la science politique, il est le fondateur de l'École libre des sciences politiques, futur Institut d'études politiques de Paris, plus connue sous le nom de Sciences Po.

## Biographie

### Jeunesse et études
Émile Gaston Boutmy naît dans une famille un temps aisée. Il est le fils de Laurent-Joseph Boutmy (né le 24 janvier 1807), professeur de lettres classiques puis homme d'affaires ; il est notamment le collaborateur d'Émile de Girardin et cofondateur avec lui du journal La Presse, qui publie notamment Honoré de Balzac. De Girardin, qui est un ami d'enfance de Laurent, devient le parrain d’Émile Boutmy à sa naissance,. Le père de Laurent Boutmy, Antoine, est un homme d'affaires très cultivé qui a fait partie du milieu révolutionnaire belge. La mère d’Émile Boutmy, Anne Laugier d'Alté, est la petite-fille d’un planteur de Saint-Domingue,. Il a deux frères, Eugène (universitaire), qui est plus vieux de trois ans, et Henri (polytechnicien), plus jeune de dix ans. Sa famille est protestante, bien qu'il ait été baptisé selon le rite catholique. Boutmy aurait toutefois été agnostique.
Émile Boutmy grandit à Paris. Laurent-Joseph Boutmy est ruiné du fait d'un mauvais investissement dont les rendements ont été considérablement réduits du fait de la révolution de 1848. Il meurt le 24 septembre 1850, d'une crise d'apoplexie, quand Boutmy n'a que quinze ans. Anne Boutmy meurt à son tour en 1865. Il effectue de brillantes études au lycée Bonaparte ainsi qu'au lycée Louis-le-Grand. Il étudie également la rhétorique à l'Institut Carré-Demailly, sous la férule d'Hippolyte Taine.
Boutmy obtient le baccalauréat littéraire à l'âge de 17 ans, et poursuit ses études en classes préparatoires au lycée Bonaparte. Il remporte alors le premier prix d'histoire au Concours général,. Il doit arrêter ses études à cause d'un problème de santé aux yeux, qui l'empêche de présenter les concours. Ainsi, certaines sources indiquent que Boutmy n'a pas fait d'études supérieures,, d'autant plus que la famille vit dans la précarité à la suite de la mort du père. Grâce à de Girardin, il devient précepteur d'une riche famille belge et voyage avec elle en Europe.
Il se marie en 1882, à l'âge de 47 ans, avec Emma Bersier, la fille du pasteur Eugène Bersier, à l'Église réformée de l'Étoile. Ils n'ont pas d'enfant mais élèvent une fille adoptée. Emma Bersier a des problèmes de santé et reste souvent vivre en Savoie. Boutmy est un ami d'enfance d'Hippolyte Taine. Il est proche de Paul Janet. Émile Boutmy parle parfaitement l'anglais.

### Parcours journalistique et professoral
Boutmy donne ses premiers articles au journal La Presse, puis il suit son parrain Émile de Girardin à La Liberté. Il écrit aussi pour le Journal des débats, et plus occasionnellement pour la Revue nationale et la Nouvelle Revue de Paris. Il publie des critiques littéraires (de George Sand ou encore de Flaubert), des critiques de pièces de théâtre, et des essais politiques.
Émile de Girardin permet à Boutmy de découvrir la haute société parisienne. Il fréquente la princesse Mathilde Bonaparte, Gustave Flaubert, Louis Pasteur, et Marie d'Agoult, qui le présente à Émile Ollivier.
Son goût prononcé pour l’esthétique l'aurait porté à concourir, avec Émile Trélat, à la fondation de l’École spéciale d'architecture. Alors que la chaire d'histoire des civilisations doit être conféré à Hippolyte Taine, ce dernier a un empêchement et recommande Boutmy. Il y enseigne, de 1865 à 1866, l’histoire des civilisations, puis à partir de l'année suivante et jusqu'en 1870, l’histoire comparée de l’architecture. Le cours est ensuite résumé dans trois ouvrages,. Membre du conseil d'administration de l'institution, Boutmy réussit à lui faire obtenir la reconnaissance d'utilité publique, et fréquente au conseil Émile Pereire, Ferdinand de Lesseps et Jules Siegfried, dont certains seront ses meilleurs alliés lors de la fondation de son école de sciences politiques quelques années plus tard.
Boutmy devient un mondain, est reçu par le prince Napoléon, chez François Guizot, etc. Il fréquente à l'époque les Beaux-Arts de Paris pour préparer ses cours, où il se lie d'amitié avec Ernest Vinet, bibliothécaire de l'établissement.
En 1870, Boutmy est incertain de son avenir ; il demande à son ami, Hippolyte Taine, de demander au gouvernement Ollivier de bien vouloir lui trouver une « position stable ». Toutefois, la guerre franco-prussienne de 1870 bouleverse ses plans : Boutmy interrompt ses activités lorsqu'il est recruté dans l'armée de Paris. Il est nommé capitaine du génie auxiliaire de l'armée de Paris auprès du général Jules Tripier. Il participe à la défense de la ville face aux avancées allemandes, mais est blessé en tombant d'une tranchée. Il reçoit la croix d'honneur à titre militaire, ou la Légion d'honneur. Il part provisoirement vivre en Suisse. Il réfléchit à créer un nouveau journal libéral, qui se serait appelé La Politique nouvelle, et qui n'aboutit pas.

### Parcours directorial
Boutmy fréquente les élites françaises et se désole de la défaite de la France lors de la guerre franco-prussienne. Il considère que la France manque d'une institution d'enseignement des choses politiques à même d'éclairer les dirigeants sur les meilleures décision à prendre. Inspiré par La Réforme intellectuelle et morale d'Ernest Renan, il passe en revue les cours liés aux sciences dites politiques à la faculté de droit de l'université de Paris, à l'École nationale des chartes, à l'École nationale des ponts et chaussées, à l'École spéciale militaire de Saint-Cyr, au Collège de France et au Conservatoire national des arts et métiers, et ne trouve pas satisfaction. Le projet de l'école est édifié avec René Stourm et Hippolyte Taine.
Il décide ainsi de fonder, début 1871, avec René Stourm, l'École libre des sciences politiques (Sciences Po). Il s'entoure d'un groupe d'universitaires et d'industriels tels qu’Hippolyte Taine, Ernest Renan, Albert Sorel et Paul Leroy-Beaulieu. Il reçoit des financements de Jacques Siegfried.
Il est directeur de l'établissement jusqu'à sa mort, en 1906. Il a une politique de développement active de son école, et choisit lui-même les enseignants et les intitulés des cours. Il impose une philosophie de la synthèse et de la présentation ordonnée et synthétique des idées. Il y assure de 1873 à 1890 l'enseignement d'histoire constitutionnelle de l'Angleterre, de la France et des États-Unis. Il se montre particulièrement impliqué dans la gestion de l'école : il prend connaissance et valide le plan des mémoires d'études de chaque étudiant, il assiste aux cours des enseignants et leur remet des observations. Il se consacre lui-même désormais à la publication d’ouvrages sur l’histoire constitutionnelle. Élu membre de l'Académie des sciences morales et politiques, en 1879, il est aussi membre du cercle Saint-Simon et docteur honoris causa de l'université d'Oxford.
Boutmy s'éteint le 25 janvier 1906 dans ses appartements du premier étage de l'hôtel de Mortemart. Il laisse au secrétaire général de l'école une instruction écrite, où il suggère comme successeurs Albert Sorel et Anatole Leroy-Beaulieu, deux des enseignants les plus importants de l'institution qu'il avait lui-même recrutés, mais met en garde contre la mauvaise santé de Sorel qui pourrait l'empêcher de diriger l'école. Sorel refuse la proposition du conseil d'administration d'être nommé directeur ; Leroy-Beaulieu succède donc à Boutmy. Alfred de Foville prononce un éloge funèbre lors de son inhumation.

## Prises de positions

### Positions politiques
Boutmy est politiquement libéral, républicain, et saint-simonien. Il fait partie du centre politique de son époque. Il a défendu publiquement la liberté de la presse, la liberté de réunion comme la liberté d'association. Il se rallie à ce titre au Second Empire au moment de son tournant libéral. Il soutient Émile Ollivier, qu'il encourage à « prendre son centre de gravité dans la gauche constitutionnelle ». Critique de la Commune de Paris, il soutient, quoiqu'avec inquiétude au début, la Troisième République.
De manière plus générale, Boutmy prend nettement position en faveur de la république et du parlementarisme, notamment à l'anglaise. Il est opposé à la démocratie directe. Il se montre contre l'héritage ainsi que contre l'hérédité des fonctions publiques ; il soutient l'accès aux postes de la fonction publique sur concours.
En tant que journaliste, il a écrit un article sur les Essais biographiques et historiques de Thomas Babington Macaulay pour défendre la Révolution française face à la critique conservatrice anti-révolutionnaire d'Edmund Burke. Au début de sa carrière journalistique, il rend des hommages appuyés à François Guizot.

### Question ouvrière
Boutmy se montre intéressé par la question ouvrière et recrute au sein de son école Émile Cheysson, élève de Frédéric Le Play, qui mène des enquêtes sur la société ouvrière. Boutmy écrit notamment : « Il est impossible de méconnaître qu'il y a chez les ouvriers une idée du bien, formée de la même façon que pour les patrons, mais d'après l'idée d'une société différente. Ils ont un sens moral à eux, très respectable, très éloigné de l'intérêt personnel, et que les patrons devraient s'efforcer de comprendre, au lieu d'y voir un état d'âme produit par la haine ».

### Renouvellement des élites
Boutmy dédie les dernières décennies de sa vie au projet de renouvellement des élites que l’École libre des sciences politiques (Sciences Po) doit incarner et permettre. Il cherche à substituer une élite dirigeante aristocratique, maîtrisant les disciplines nécessaires à la prise de décision éclairée, à une élite dirigeante oligarchique. Il est critique du projet de société tendant au patriarcat de Frédéric Le Play et écrit que « les professeurs d'homme de lettres, d'avocat ou de médecin se révèlent par des qualités qui sont toutes personnelles et qui ne se transmettent guère du père aux enfants ».

### Réformes éducatives
Émile Boutmy prend position pour le maintien du baccalauréat à une époque où il est décrié. Il soutient que le baccalauréat est la garantie d'égalité de traitement des candidats, les élèves étant notés par des jurys impartiaux. Il souhaite toutefois qu'il soit réformé autour d'un nombre plus restreint de matières obligatoires et d'un plus grand nombre de matières à option, permettant aux lycéens de choisir leurs disciplines préférées ; chaque épreuve aurait une note minimale éliminatoire. Il souhaite la mise en place d'une épreuve de littérature française, de langue ancienne, et de langue étrangère moderne ; une épreuve d'histoire, de géographie, et de la philosophie des mathématiques.

### Implication dans l'affaire Dreyfus
Le directeur de Sciences Po se montre actif dans le front dreyfusard, quoique de manière discrète afin de ne pas engager son établissement, qu'il veut apartisan. Il s'associe avec Auguste Scheurer-Kestner pour rendre visite aux plus importants personnages de l’État et les convaincre de l'innocence d'Alfred Dreyfus.

### Enseignement du droit et de la science politique
Au cours d'une polémique à la fin des années 1880, il défend l'autonomie des sciences politiques, qu'il considère « en grande majorité expérimentales et inductives », alors que le jurisconsulte Claude Bufnoir insistait sur leur parenté avec le droit public.

## Iconographie
Une médaille à l'effigie d'Émile Boutmy a été exécutée par le graveur Oscar Roty en 1896. Un exemplaire est conservé au musée Carnavalet (ND 0584) au musée d'Orsay ainsi que dans le « petit hall » de SciencesPo.

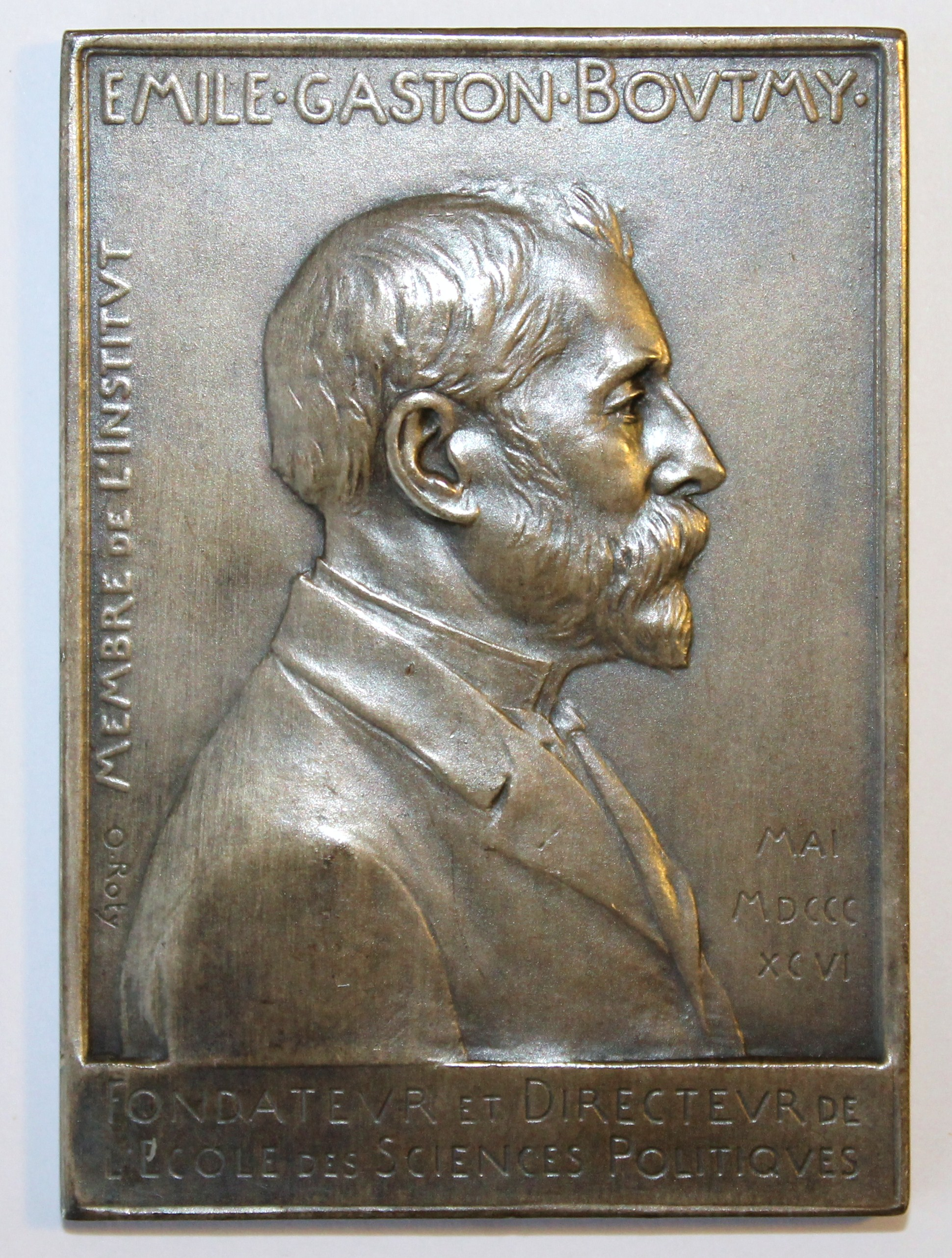
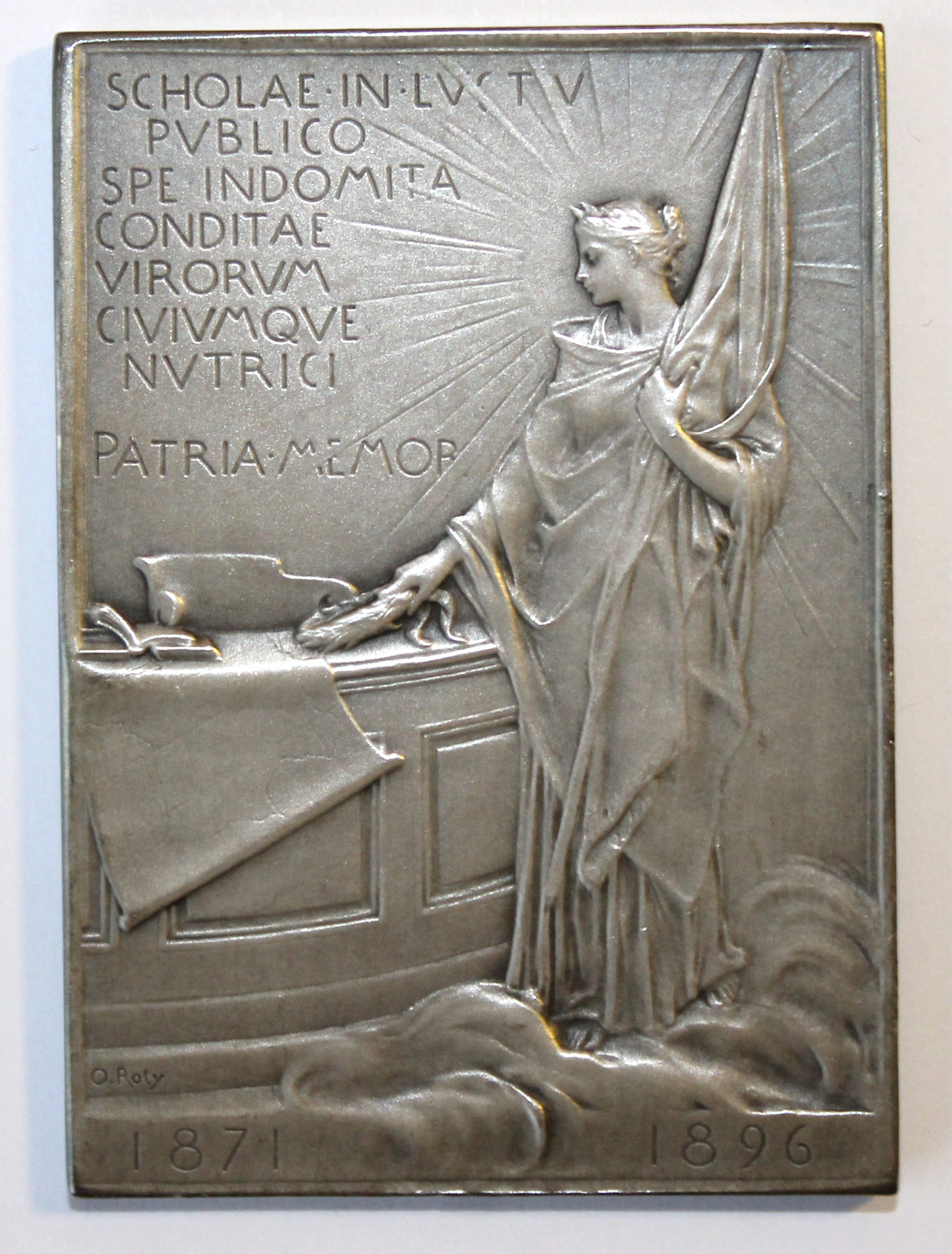

## Distinctions
- Officier de la Légion d'honneur (1895)

## Hommages

### Amphithéâtre
Le principal amphithéâtre de l'Institut d'études politiques de Paris, inauguré en 1936, porte son nom.

### Émilemagazine
Le magazine édité par l'association des élèves et anciens élèves de Sciences Po est rebaptisé, en mai 2015, Émile Boutmy - le magazine des Sciences Po, en hommage au fondateur de l’école. Cette revue trimestrielle, qui s'appelait auparavant Alumni Sciences Po Magazine aborde les sujets d’actualité à travers l’œil, notamment, des professeurs et diplômés de Sciences Po. Diffusé à près de 15 000 exemplaires, le magazine existe également en ligne depuis 2016. Émile est un site d’actualité et d’analyse alimenté par l’équipe de l'association des anciens élèves de Sciences Po et par de nombreux contributeurs extérieurs – chercheurs, journalistes, sondeurs, écrivains…

## Œuvres
- Philosophie de l'architecture en Grèce, Paris, Éd. Germer Baillière, coll. « Bibliothèque de philosophie contemporaine », 1870.
- Quelques idées sur la création d'une faculté libre d'enseignement supérieur : lettres et programme, (en collaboration avec Ernest Vinet), Paris, A. Lainé, 1871.
- Projet d'une faculté libre des sciences politiques : programme des cours, (en collaboration avec Ernest Vinet), Paris, A. Lainé, 1871.
- L'École libre des sciences politiques : extrait du rapport présenté à l'Assemblée générale du 6 février 1879, Paris, Chamerot, 1879.
- Le Développement de la constitution et de la société politique en Angleterre, Paris, Plon/Chevalier Maresq, 1887.
- Études de droit constitutionnel : France, Angleterre, États-Unis, Paris, Plon, 1888.
- Le Recrutement des administrateurs coloniaux, Paris, A. Colin, 1895.
- Le Parthénon et le génie grec, Paris, A. Colin, 1897.
- Les Conditions démographiques de la nationalité aux États-Unis, S.l., s.n., 1899.
- La Notion de l'État aux États-Unis, S.l., s.n., 1899.
- Essai d'une psychologie politique du peuple anglais au XIXe siècle, Paris, A. Colin, 1901.
- Taine, Scherer, Laboulaye, Paris, A. Colin, 1901.
- Éléments d'une psychologie politique du peuple américain : la nation, la patrie, l'État, la religion, Paris, A. Colin, 1902.
- À propos de la souveraineté du peuple, Paris, A. Picard, 1904.
- Études politiques, Paris, Armand Colin, 1907.
- Amalia, roman-feuilleton, Revue bleue, date inconnue.